# فرقة المشاة السابعة عشر (الهند)
فرقة المشاة السابعة عشر (الهند) هي تشكيل من الجيش الهندي. خلال الحرب العالمية الثانية، كان لها تمييز دائم في القتال خلال حملة بورما التي استمرت ثلاث سنوات
فرقة المشاة 17 هي تشكيل من الجيش الهندي. خلال الحرب العالمية الثانية، كان لها تمييز دائم في القتال خلال حملة بورما التي استمرت ثلاث سنوات (باستثناء فترات وجيزة من التجديد).

## الحرب العالمية الثانية
تم تشكيلها لأول مرة في عام 1941، في أحمد نجر في الهند. كانت تتألف بعد ذلك من ألوية المشاة الهندية ‏ الرابعة والأربعين والأربعين ‏ والسادسة والأربعين، وكانت تهدف إلى حراسة العراق. في نهاية العام، اندلعت الحرب مع الإمبراطورية اليابانية وانقسام. تم إرسال اللواءين الرابع والأربعين والخامس والأربعين إلى مالايا حيث قاتل اللواء 45 في معركة موار قبل أن يفقد كلا اللواءين في معركة سنغافورة؛ ذهب اللواء 46 والفرقة HQ إلى بورما، حيث تم تعزيز الفرقة من لواء المشاة الهندي السادس عشر ‏ وتولى لواء مشاة بورما الثاني ‏ القيادة.

### 1942
هاجم اليابانيون بورما في 22 يناير 1942. سرعان ما اتضح أن القوات البريطانية والهندية في بورما كانت قليلة العدد، ومجهزة بشكل خاطئ وغير مدربة تدريباً كافياً على التضاريس والظروف. بعد الفشل في عقد ممر Kawkareik و مولمين، انخفض التقسيم إلى نهر بلعين ‏، حيث انضم من قبل لواء المشاة ال48 الهندي ‏.
لم يكن موقع Bilin دفاعيًا مناسبًا، وحاول الانقسام التراجع فوق نهر سيتانج ‏. أدت الهجمات الجوية وضعف التنظيم وتعطل المركبات إلى تأخير الانقسام، وتسللت الأحزاب اليابانية من حولهم لتهديد الجسر الحيوي فوق سيتانج. اضطر قائد الفرقة، اللواء "جاكي" Smyth VC ‏ ، إلى إصدار الأمر لتدمير الجسر، مع قطع معظم الفرقة على الجانب الآخر من النهر. فقط بضعة آلاف من الرجال بدون معدات نجحوا في عبور النهر. تم إقالة سميث وحل محله اللواء كوان.
تم تعزيز الفرقة مع لواء المشاة الهندي الثالث والستين ‏، وهربوا بصعوبة من المحاصرين في رانغون. بعد محاولة الاحتفاظ بجبهة في وادي نهر إيراوادي، تراجعت بعد ذلك شمالًا إلى آسام قبل انهيار الأمطار الموسمية، محاربة محاولة يابانية لفخها في كاليوا ‏ .

### 1943
لموسم الحملة الانتخابية لعام 1943، أعيد تنظيم التقسيم باعتباره «الخفيفة»، مع لواءين فقط (48 و 63)، مدعومة بالمدفعية الجبلية، وبغالب وسيارات جيب فقط للنقل. لقد طعن في المنطقة الجبلية المغطاة بالغابات حول Tiddim ، بنجاح متفاوت. كان القسم في نهاية خط إمداد طويل ومحفوف بالمخاطر، ووجد أن المؤسسة «الخفيفة» غير كافية في بعض النواحي. تم استعادة بعض المعدات الثقيلة والنقل.

### 1944
في عام 1944، بدأ اليابانيون غزوًا كبيرًا للهند. خلال معركة إيمفال الطويلة، نجحت الفرقة السابعة عشرة في الخروج من محيط مدينة تيديم، ثم تعارضت مع قطاع بيشينبور الحيوي جنوب أمفال (مع لواء المشاة الهندي الثاني والثلاثين ‏ تحت قيادة مؤقتة). في يوليو، تعرض اليابانيون للكسر بسبب الخسائر الفادحة والجوع، وتراجعوا. عانت بعض وحدات الفرقة السابعة عشرة من الإصابات بنسبة 100٪ تقريبًا.
خلال موسم الرياح الموسمية المتأخرة، تم سحب القسم مؤقتًا إلى الهند وإعادة تنظيمه مرة أخرى. تم تجهيز اللواء 48 و 63 بالكامل بمركبات لتصبح مشاة بمحركات. تمت إضافة لواء المشاة الهندي 99 إلى القسم، وتم تجهيزه ليتم نقله بواسطة طائرة دوغلاس دي سي 3 .

### 1945
في أواخر فبراير. في عام 1945، عبرت العناصر الحركية للفرقة، مع الجزء الأكبر من لواء الدبابات الهندي الـ255 ‏ ، نهر إيراوادي وتقدمت على مركز الاتصالات الياباني الحيوي في ميكيلا ‏ . انضموا إلى لواء المشاة الهندي 99 ‏ الذي تم نقله إلى المطار الذي تم الاستيلاء عليه في ثابوتكون، واستولوا على ميكيلا في أربعة أيام فقط. معززة من قبل لواء المشاة الهندي التاسع ‏ الذي تم نقله إلى المطارات حول ميكيلا، صمدوا بعد ذلك للحصار الياباني. دمرت معركة Meiktila ‏ هذه الجيوش اليابانية في بورما الوسطى.
الانقسام كسر آخر موقع دفاعي ياباني في بياوبوي، وتقدّم جنوبًا في رانجون. في Pegu ، دفعت الحرس الخلفي الياباني جانباً، لكنها كانت لا تزال بعيدة عن هدفها عندما اندلعت الرياح الموسمية. سقط رانغون في هجوم من البحر، عملية دراكولا ‏.
في الأشهر الأخيرة من الحملة، شارك القسم في تطهير المتهربين من اليابانيين في بورما. بعد انتهاء الحرب، شكلت عناصر منها جزءًا من قوة احتلال الكومنولث في اليابان (تحت كوان). تم حل الفرقة في الهند في عام 1946.

## بعد الاستقلال
أعيد ترميم القسم في أمبالا (الهند) في 15 نوفمبر 1960. كان تحت قيادة اللواء كانساس كاتوش، مولودية. كان من بين تشكيلاتها الجديدة لواء المشاة الهندي 99 ‏ ، والذي تم فصله قريبًا للخدمة مع عملية الأمم المتحدة في الكونغو في الكونغو.
تحت قيادة اللواء كاند، شاركت الفرقة في عمليات غوا العسكرية في عام 1961.
في 15 نوفمبر 1963، انتقل القسم إلى سيكيم وتولى دور حراسة جزء من الحدود بين التبت والهند.

## ترتيب المعركة، اعتبارًا من 1 مايو 1944
قائد الأركان العامة - اللواء ديفيد تيننت كوان ‏
قائد المدفعية الملكية - العميد البارون دي روبيك
17 تقسيم المقر الرئيسي والإشارات
لواء المشاة الهندي الثامن والأربعون ‏ (العميد رونالد توماس كاميرون)
الكتيبة التاسعة، فوج الحدود ‏
الكتيبة الثانية، بنادق جورخا الخامسة ‏
الكتيبة الأولى، بنادق جورخا السابعة ‏
لواء المشاة الهندي الثالث والستين ‏ - (العميد آرثر إدوارد كومينغ ‏)
الكتيبة الأولى، بنادق جورخا الثالثة ‏
1st كتيبة، 4th Gurkha بنادق ‏
الكتيبة الأولى، بنادق غورخا العاشرة ‏
وحدات الشعبة
الكتيبة الأولى، فوج غرب يوركشاير ‏ (مرفق)
الكتيبة الرابعة، فوج القوة الحدودية الثاني عشر ‏ (وحدة الاستطلاع القسري)
الكتيبة السابعة، فوج البلوش العاشر ‏ (وحدة الدفاع / رشاش شعبة)
فوج الغابة الميداني رقم 129 (الأراضي المنخفضة) ‏ ، المدفعية الملكية (RA)
فوج الجبل الحادي والعشرين، المدفعية الهندية ‏ (IA)
فوج الجبل التاسع والعشرون، IA
82th الخفيفة المضادة للطائرات / المضادة للدبابات فوج RA
الشركة الميدانية الستون، المهندسون الهنود ‏ (IE)
شركة 70 الميدان، IE
شركة Tehri Garhwal Field
414 فيلد بارك شركة آي إي

## الألوية المخصصة
تم تعيين كل هذه الألوية أو إلحاقها بالفرقة في وقت ما خلال الحرب العالمية الثانية
- 44 لواء المشاة الهندي  [لغات أخرى]‏
- 45 لواء المشاة الهندي
- 46 لواء المشاة الهندي
- لواء مشاة بورما الثاني  [لغات أخرى]‏
- لواء المشاة الهندي السادس عشر  [لغات أخرى]‏
- 48 لواء المشاة الهندي
- اللواء السابع المدرع  [لغات أخرى]‏
- 63 لواء المشاة الهندي  [لغات أخرى]‏
- 37 لواء المشاة الهندي  [لغات أخرى]‏
- 49 لواء المشاة الهندي  [لغات أخرى]‏
- 32 لواء المشاة الهندي  [لغات أخرى]‏
- لواء المظلات الهندي 50  [لغات أخرى]‏
- 99 لواء المشاة الهندي  [لغات أخرى]‏
- 255 لواء الدبابات الهندي  [لغات أخرى]‏
- لواء المشاة الهندي التاسع  [لغات أخرى]‏ [1]

## روابط خارجية
- «17 فرقة مشاة». أوامر من Battle.com .